# Радченко Клавдія Павлівна
Радченко Клавдія Павлівна (14 грудня 1930, Біла Церква — 3 лютого 1997), оперна співачка- ліричне сопрано, народилась і навчалась у школі в місті Біла Церква Київської області. Народна артистка України (1969).
В 1951—1956 рр. училася в Київській консерваторії (клас М. Зубарєва), у 1957—1985 рр солістка Київського театру опери й балету. В 1982—1997 викладала у Київській консерваторії (з 1994 — професор).

## Оперні партії
- Оксана («Запорожець за Дунаєм» С. Гулака-Артемовського і «Різдвяна ніч» М. Лисенка)
- Галя («Назар Стодоля» К. Данькевича)
- Дівчина («Тарас Шевченко» Ю. Майбороди)
- Тетяна, Ліза («Євгеній Онєґін», «Пікова дама» П. Чайковського)
- Чіо-Чіо-Сан в однойменній опері Пуччіні та ін. ролі у світовому репертуарі.